# Purranisaurus
Purranisaurus is een geslacht van uitgestorven zeereptielen dat behoort tot de krokodilachtigen. Hij leefde tussen het Midden- en het Laat-Jura (Callovien - Tithonien, ongeveer 167 - 150 miljoen jaar geleden) en zijn fossiele overblijfselen zijn gevonden in Zuid-Amerika.

## Naamgeving
De eerste Purranisaurus-fossielen werden in 1948 beschreven door Carlos Rusconi en kwamen uit het Tithonien van Argentinië. Hij benoemde de overblijfselen als Purranisaurus potens en schreef ze ten onrechte toe aan een nieuw geslacht en een nieuwe soort van de Plesiosauria. De geslachtsnaam verwijst naar een plaatselijke clan of nederzetting van de Mapuche: Purran. De soortaanduiding betekent 'krachtig'. Het holotype, MJCM PV No 2060, komt uit de Vuaca Muerta-formatie en bestaat uit een schedel met een linkeronderkaak. In 1967 dacht Rusconi dat het ging om een nothosauriër.
In 1975 toonde een herziening door Zulma Gasparini aan dat Purranisaurus potens een metriorhynche krokodil was, toe te wijzen aan het geslacht Metriorhynchus. Ze hernoemde de soort tot een Metriorhynchus potens. Later werd het geslacht echter weer als geldig beschouwd.
Andere soorten toegeschreven aan Purranisaurus komen uit oudere (Callovien) lagen van Chili: Purranisaurus casamiquelai (oorspronkelijk toegeschreven aan Metriorhynchus) en Purranisaurus westermanni (soms beschouwd als een synoniem van de vorige soort). Sinds een herziening in 2015 worden ze niet meer als geldige soorten van Purranisaurus beschouwd.

## Beschrijving
Omdat de snuitpunt van de schedel is afgebroken, is het niet goed mogelijk een gefundeerde schatting te maken van de lichaamslengte. Het dier was echter niet groot.
Purranisaurus zag er nogal anders uit dan de huidige krokodillen: net als veel vergelijkbare vormen (bijvoorbeeld Geosaurus en Metriorhynchus), moet Purranisaurus een slank, ongepantserd lichaam hebben gehad, met vier ledematen die waren veranderd in peddelachtige structuren (het voorste paar was korter) en een lange staart die eindigt in een tweelobbige vlezige structuur. De schedel heeft, vergeleken met die van de verwante Metriorhynchus, een kortere en robuustere snuit. De tanden hebben hun snijranden verloren en waren geschikt voor het doorboren van wat grotere inktvissen.

## Fylogenie
Fylogenetische analyses hebben aangetoond dat Purranisaurus een geldig geslacht van metriorhynchiden is (Young, 2007; Young en de Andrade, 2009; Young et alii, 2009).
Purranisaurus maakt deel uit van de metacoliden, een aan krokodillen verwante groep dieren die in de loop van het Jura een strikt aquatische levensstijl ontwikkelden. Purranisaurus zou volgens recente analyses (Cau en Fanti, 2011) een van de meest basale leden van de Geosaurinae-clade kunnen zijn, een groep van metriorhynchiden met een robuustere structuur. De oudst bekende Geosaurus is echter Neptunidraco.